# Mezistátní most
Mezistátní most (angl. Interstate Bridge) je pár téměř identických ocelových zvedacích příhradových mostů, které přenáší mezistátní dálnici Interstate 5 přes řeku Columbii mezi Portlandem v Oregonu a Vancouverem ve státě Washington. První most byl otevřen pro provoz v roce 1917, jeho na jih směřující dvojník ho doplnil v roce 1958. Statistiky z roku 2008 uvádějí, že ho použilo v průměru 121 400 vozidel denně. Zelená konstrukce, která je 1 067 metrů dlouhá, přenáší přes řeku tři pruhy každým směrem. V roce 1982 byl most přidán do národního rejstříku historických míst pod názvem Dálniční most mezi Portlandem a Vancouverem.

## První most
Most byl postaven, aby nahradil přeplněný systém trajektů, který provozovala společnost Pacific Railway, Light and Power Company. Stavba začala v březnu 1915, následoval prodej cenných papírů. První most byl otevřen 14. února 1917 za 1,75 milionu amerických dolarů, což uhradily okresy Clark ve Washingtonu, který zaplatil půl milionu, a Multnomah v Oregonu, který uvolnil jeden a čtvrt milionu. První most má celkem třináct oblouků, z nichž tři měří 84 metrů a zbylých deset měří 81 metrů. Jeden z delších oblouků je zvedací, což umožňuje lodím proplout pod mostem. Původní silnice byla téměř dvanáct metrů široká a měla jeden a půl metrů široký chodník. Byl to první silniční most mezi Washingtonem a Oregonem, který překračoval nějakou řeku. Původně se jednalo o mýtný most, jehož mýtné činilo pět centů za osobu. V roce 1929 ho ale státy Washington a Oregon koupily od okresů Clark a Multnomah a mýtné zrušily.
Až do roku 1940 na mostě jezdily tramvaje, které jezdily po kolejové splítce, jelikož tramvaje z Vancouveru používaly normální rozchod, zatímco portlandské tramvaje byly úzkorozchodné. Před postavením mostu už existovala v Portlandu tramvajová linka do Vancouveru, která ale končila na Haydenově ostrově, kde museli cestující přestoupit na trajekt, který vlastnil portlandský dopravní podnik. Tramvaje na mostě přestaly jezdit v září 1940.

## Vylepšení
V roce 1958 proběhlo 14,5 milionu dolarů drahé vylepšení, které vytvořilo na jih směřující most a zdvojnásobilo kapacitu mostu. Byl postaven s hrbem, který poskytuje 22 metrů dlouhou mezeru a minimalizuje otevírání mostu. Poté, co byl otevřen, byl ten starý uzavřen, aby zde byl postaven odpovídající hrb. Když byly oba mosty v roce 1960 opět otevřeny, mýtné bylo opět zavedeno na dvacet dolarů za osobní automobily, čtyřicet dolarů za lehké nákladní automobily a šedesát dolarů za těžké nákladní automobily a autobusy. V roce 1966 bylo mýtné opět zrušeno, jelikož byly výdaje na vylepšení splaceny.

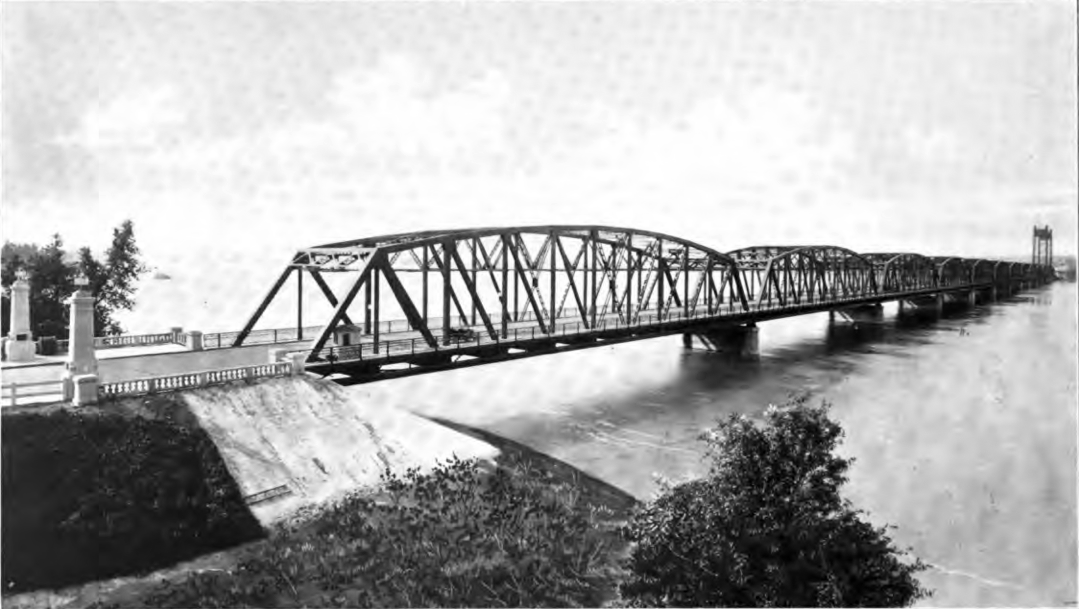
Most po dokončení v roce 1918.

V roce 1990 bylo dokončeno další vylepšení, které stálo tři miliony dolarů a zahrnovalo rekonstrukce výtahových kabelů, vyrovnávacích spár a také předláždění povrchu. Dieselgenerátor, který pohání výtah, byl nahrazen v roce 1995 za cenu 150 tisíc dolarů. V roce 1999 byl most za 17 milionů dolarů nově nabarven. Téměř jedenáct milionů dolarů drahé elektrické vylepšení bylo dokončeno v květnu 2005.
Most je 1 078 dlouhý a jeho hlavní oblouk má délku 162 metrů. Vertikální výtah poskytuje při plném otevření 53,6 metru širokou mezeru pro proplouvající lodě. Výtah se otevírá deset až dvacetkrát za měsíc a každé otevření trvá deset minut.
Řidiče varují před otevřením výtahu signály už několik kilometrů předem. Kvůli této překážce je most hlavním kandidátem Federální administrace dálnic na nahrazení. Proplutí obchodních lodí jsou naplánovaná tak, aby se vyhnula dopravní špičce.
V roce 2001 přejelo přes most denně 120 tisíc vozidel, včetně deseti tisíc kamionů. Most je úplně zaplněn čtyři hodiny denně.

## Nahrazení
- Hlavní článek: Columbia River Crossing

Most je často ucpán a to jak na dálnici, tak na řece. Ministerstva dopravy obou států nyní společně studují, jak co nejvýhodněji most nahradit. Původně byla plánovaná cena nahrazení 2 miliardy dolarů, později se ale vyšplhala až na 4,2 miliardy dolarů.
Nahrazení komplikuje železniční zvedací most, který překonává řeku Columbii blízko po proudu a omezuje umístění lodní trasy, a také příjezdové cesty k Portlandskému mezinárodnímu letišti a Pearsonovu letišti ve Vancouveru, které omezují výšku jakékoli nové konstrukce. Někteří navrhovali nahrazení mostu na jiném místě. Původně bylo vymyšleno 12 plánů, jak zlepšit a zvětšit přejezd mezistátní dálnice Interstate 5 přes Columbii. V roce 2006 byly zvoleny čtyři původní plány a pátá alternativa, která by ponechala situaci v nynější podobě. Problémem se blíže zabývá projekt Columbia River Crossing, na kterém pracuje šest agentur, které si daly za cíl vyměnit nynější most dálnice I-5 a také prodloužit dráhu rychlodrážních tramvají k vysoké škole Clark College.
Také je na stole debata, zda by měl most zahrnovat rychlodrážní tramvaje Metropolitan Area Express (MAX), expresní autobusy, nebo rychlou městskou autobusovou dopravu. Starosta Vancouveru Royce Pollard uvedl, že pokud nebudou koleje rychlodrážních tramvají MAX zavedeny do centra Vancouveru, nemá důvod projekt podpořit. V prosinci 2007 se zapojil také guvernér Oregonu, Ted Kulongoski, který podpořil plán na výstavbu nového mostu.
V roce 2008 stoupla cena paliva a také náklady na nový most, a tak začalo mnoho obyvatel oblasti pochybovat, jestli má nový most takovou cenu. K tomu se přidali obyvatelé oregonského břehu řeky Columbie, kteří mají strach, že by dvanáctipruhový most do Vancouveru podpořil roztažení předměstí po severním břehu řeky. Další obavy jsou, že iniciativa Columbia River Crossing nedokázala dobře prozkoumat dopady na životní prostředí, především poškození dodávky pitné vody do okresu Clark (Washington), ohrožení vzácného rybího prostředí v řece a znečištění vzduchu v severních předměstích Portlandu.